# Бензойный альдегид
Бензойный альдегид (бензальдегид) C6H5CHO — простейший альдегид ароматического ряда, бесцветная жидкость с характерным запахом горького миндаля или яблочных косточек, желтеющая при хранении и окисляющаяся кислородом воздуха до перекиси бензоила (взрывоопасна), в дальнейшем превращающейся в бензойную кислоту.

## История
Был исследован в 1840-х годах Николаем Николаевичем Зининым.

## Физические свойства
Т.пл. −56 градусов Цельсия, Т.кип. 179 градусов Цельсия. Растворяется в этаноле, эфире, метиламине, диэтиламине, серной кислоте и других органических растворителях.
Растворимость в воде при н.у. 0,3 %. Образует азеотропные смеси с орто-крезолом, бензилхлоридом, фенолом и другими органическими веществами.

## Химические свойства
Для бензальдегида характерны реакции с участием карбонильной группы. Так, например, бензальдегид взаимодействует с HCN, образуя соответствующий продукт.
{\displaystyle {\ce {C6H5CH=O + HCN = C6H5CH(OH)CN}}}
Помимо этого бензальдегид реагирует с другими нуклеофильными реагентами, вступая в реакции конденсации. С реактивами Гриньяра бензальдегид даёт соответствующие вторичные спирты.
Под действием щёлочи бензальдегид вступает в реакцию Канниццаро, образуя бензиловый спирт и бензойную кислоту.
Бензальдегид быстро окисляется на воздухе до бензойной кислоты.
Нагревание в присутствии KCN приводит к бензоину:
{\displaystyle {\ce {2C6H5CHO -> C6H5CH(OH)COC6H5}}}.
С фенолами и третичными ароматическими аминами бензальдегид конденсируется с образованием производных трифенилметана, с уксусным ангидридом — с образованием коричной кислоты (реакция Перкина).
Бензальдегид способен вступать в реакции электрофильного замещения, причём реагирует он селективно, образуя мета-замещённые продукты.

## Получение

### Из природного сырья
Ядра косточек горького миндаля содержат гликозид амигдалин. В немного меньшем количестве он присутствует в косточках абрикосов, персиков, вишни, черешни и других косточковых. Определить, что имеющиеся у вас косточки содержат амигдалин, можно по запаху, напоминающему запах бензальдегида.
- C6H5CH(CN)O-C12H21O10 (гликозид амигдалин) + ферментативный гидролиз (ферменты уже содержатся в самих косточках) = C6H5CHO + HCN + сахар.

Далее растворимыми солями железа осаждается нерастворимый в воде гексацианоферрат железа и бензальдегид отгоняется с водяным паром.

### Избензилового спирта
Существует несколько способов синтеза бензальдегида из бензилового спирта, однако самый простой из них, который легко реализовать в лабораторных условиях с очень высокими выходами и без побочных продуктов, является окисление первичного спирта в альдегид путем кипячения в безводном диметилсульфоксиде в присутствие концентрированной серной кислоты:
Таким образом можно получать и замещенные бензальдегиды - выходы будут изменяться в зависимости от заместителей.

### Изтолуола

#### Реакция Этара
Окисление толуола в инертных растворителях с помощью избытка хлористого хромила и гидролизом промежуточного соединения.
Таким методом можно получать замещенные бензальдегиды - выход продукта зависит от природы заместителей.

### Из хлорпроизводных толуола

#### Гидролизбензальхлоридаибензилхлоридауротропином
Бензил хлорид может быть гидролизован реакцией Соммле в соответствующий альдегид, в то же время в таких же условиях гидролизуется и бензальхлорид. Поэтому проводить гидролиз обоих хлорпроизводных толуола можно совместно с очень высокими выходами.
В свою очередь хлорпроизводные могут быть получены путем взаимодействия бензилового спирта с концентрированной соляной кислотой или прямым хлорированием толуола.

### Другие методы
- C7H8 + Cl2 + свет = C6H5CHCl2 (бензальхлорид) + гидролиз H2O (кат. порошок Fe, бензоат Fe) = (выход 76%) C6H5CHO

- C7H8 + MnO2 + H2SO4 65% (t40°C) = C6H5CHO

- C7H8 + CrO3 + (CH3CO)2O + CH3COOH (t5-10 °C) = C6H5CH(OOCCH3)2 + HCl (гидролиз) = C6H5CHO

- пары

C7H8 + воздух + кат. V2O5; 350-500°С = C6H5CHO

#### Из бензилгалогенидов
- C6H5CH2Cl + Pb(NO3)2 водн.; HNO3 разб.; 100°С = C6H5CH2ONO2 + NaOH = C6H5CHO

- C6H5CH2Cl + C5H5N(пиридин) = [C5H5N+CH2C6H5]Cl- + n-ONC6H4N(CH3)2(п-нитрозодиметиланилин) = C6H5CH=N+(O-)C6H4N(CH3)2 + H2O(H+) = C6H5CHO

- C6H5CH2Cl + (CH3)2C=N+(ONa)O-(натриевое производное 2-нитропропана) = (CH3)2C=NOH + NaCl + C6H5CHO(выход 68-73%)

#### Прямое формилирование бензола и его гомологов
- C6H6 + CO + HCl + катализатор (AlCl3 + CuCl) = n-CH3C6H4CHO(выход 50-55%) - реакция Гаттермана-Коха
- HCOOCH3 + PCl5 = CHCl2OCH3(дихлорметилметиловый эфир) + POCl3

C6H6 + CHCl2OCH3(дихлорметилметиловый эфир) + катализатор(AlCl3,TiCl4,SnCl4) в CH2Cl2 или CS2, 0 °C = C6H5CHO
- (C6H5CH3 + NaCN + AlCl3 + HCl при 100°С = n-CH3C6H4CHO(выход 39%), (выход незамещенного бензальдегида из бензола 11-39%)
- C6H5OCH3(анизол) + NaCN + AlCl3 + HCl при 40-45°С = CH3OC6H4CHO(анисовый альдегид, выход почти количественный), (реакция хорошо работает на фенолах и их эфирах)
- HCON(CH3)2(диметилформамид) + POCl3 (экзотермическая реакция) + ArH = ArCH(OPOCl2)(N+H(CH3)2Cl-) + H2O = ArCHO + NH(CH3)2 + H3PO4

#### Из хлорангидридов кислот, сложных эфиров, нитрилов, спиртов, фенолов
- ArCOCl(хлорангидрид) + C6H5NH2(анилин) = ArCO-NHC6H5(анилид) + PCl5 = ArCCl=NC6H5(иминохлорид) + SnCl2(безводный) = ArCH=NC6H5(анил) + H2O = C6H5NH2 + ArCOH (выделение промежуточных продуктов необязательно) (выход 62%)
- ArCOOC2H5(сложный эфир) + NH2-NH2(гидразин) = ArCO-NHNH2(гидразид) + C6H5SO2Cl(бензолсульфохлорид) = ArCO-NHNH-SO2C6H5 + KOH = ArCOH + N2 + C6H5SO2OK (выходы 40-85%)
- C6H5CN + SnCl2(безводный) + HCl (в эфире) = [C6H5CH=NH2]2SnCl6 + H2O = C6H5CHO (выход хороший)

- C6H5CH2OH(бензиловый спирт) + NO2 (в хлороформе при 0 °C) = C6H5CH(OH)NO2 = C6H5CHO (выходы альдегидов выше 90%, независимо от природы замещающих групп и пространственных затруднений)

## Нахождение в природе
Бензойный альдегид входит в состав эфирных масел. Его гликозид (амигдалин) содержится в косточках горького миндаля и некоторых других косточковых плодов, в листьях черёмухи, в мякоти гриба вёшенки обыкновенной.

## Применение
- Прекурсор для других органических реагентов, например, для синтеза миндальной кислоты.

- Для синтеза красителей, душистых веществ
- В парфюмерно-косметических композициях,
- Как пищевой ароматизатор,
- Как растворитель,
- Реагент в нитроальдольной конденсации в качестве карбонильной компоненты: используется для получения 1-фенил-2-нитропропена - прекурсора амфетамина.

## Правовой статус

### В России
Постановлением правительства Российской Федерации от 9 апреля 2015 года № 328 внесён в список VI прекурсоров, оборот которых ограничен (в концентрации выше 15 % для бензальдегида) и в отношении которых устанавливаются особые меры контроля.

## Техника безопасности
Температура самовоспламенения 205 °С; КПВ 1-3%; температурные пределы взрываемости 58-80°С. Бензальдегид раздражает глаза и верхние дыхательные пути. ПДК 5 мг/м3; ЛД50 1,3 г/кг (крысы, перорально); смертельная доза для человека 50-60 грамм.

## Охрана труда
По данным 3-го издания «Большой медицинской энциклопедии», запах этого вещества отчётливо различается при концентрации 3 мг/м3; в то время как по нормативам Роспотребнадзора ПДК 5 мг/м3.